# Non Non Biyori
Non Non Biyori (Japans: のんのんびより; Non Non Biyori) is een Japanse manga en anime bedacht door Atto. De manga werd in september 2009 uitgebracht in Monthly Comic Alive. Tussen oktober en december 2013 werd een twaalfdelige anime onder dezelfde naam uitgebracht. In 2015 is een tweede deel, wat vaak als het tweede seizoen gezien wordt, genaamd Non Non Biyori Repeat uitgebracht, wat het originele verhaal opnieuw vertelt met gebeurtenissen die in het eerste deel niet getoond werden.

## Plot
Het verhaal speelt zich af in het plattelandsplaatsje Asahigaoka, en volgt een jaar uit het leven van de bewoners van Asahigaoka, met name de leerlingen van de Asahigaoka Branch School, waar er slechts vijf van zijn. Omdat er vijf leerlingen zijn, en ze allemaal een ander niveau doen, zitten ze allemaal in één klas.

## Personages
- Renge Miyauchi (宮内 れんげ) Ingesproken door: Kotori Koiwai
Renge is een eerstejaarsleerling. Ze begroet mensen door "Nyanpasū" (Miauw-ning), een onzinnige uitspraak, te zeggen. Ze voegt een overbodige "n" aan het einde van zinnen toe als een verbale tic. Ze is Hikage en Kazuho's jongere zus.
- Hotaru Ichijo (一条 蛍) Ingesproken door: Rie Murakawa
Hotaru is een vijfdeklasleerling.  Ze is van Tokio naar Asahigaoka verhuisd voor het werk van haar vader.
- Natsumi Koshigaya (越谷 夏海) Ingesproken door: Ayane Sakura
Natsumi is een eerstejaars middelbare-schoolstudente. Haar karakter is opstandig en zorgeloos, ze spreekt vaak haar moeder tegen, speelt streken op haar oudere zus, en doet het slecht op school.
- Komari Koshigaya (越谷 小鞠) Ingesproken door: Kana Asumi
Komari is een tweedejaars middelbare-schoolstudente en Natsumi's oudere zus. Ze is vrij kort, een feit dat ze voortdurend beklaagt.
- Suguru Koshigaya (越谷 卓)
Suguru is een derdejaars middelbare-schoolstudent en Natsumi en Komari oudere broer. Hij zegt niet veel en heeft weinig aanwezigheid.
- Kazuho Miyauchi (宮内 一穂) Ingesproken door: Kaori Nazuka
Kazuho is Renges oudere zus en de enige leraar in de plaatselijke school. Ze is dol op slapen, en besteedt de lestijd vaak aan slapen.
- Kaede Kagayama (加賀山 楓) Ingesproken door: Rina Satō
Kaede is een 20-jarige afgestudeerde van Asahigaoka Branch School, en runt de lokale snoepwinkel. Als gevolg hiervan heeft ze de bijnaam "Dagashi-ya" (駄菓子屋, letterlijk: 'Candy Store').
- Hikage Miyauchi (宮内 ひかげ) Ingesproken door: Misato Fukuen
Hikage is Renges oudere zus die studeert in Tokio.
- Yukiko Koshigaya (越谷 雪子) Ingesproken door: Akiko Hiramatsu
Yukiko is Natsumi, Komari en Suguru's moeder. Ze is vaak streng, vooral voor Natsumi. Ze is ook een afgestudeerde van Asahigaoka Branch School.
- Konomi Fujimiya (富士宮 このみ) Ingesproken door: Ryoko Shintani
Konomi is een afgestudeerde aan de Asahigaoka Branch School, die naast de Koshigayas woont. Ze is een derdejaars student in een nabijgelegen school.
- Honoka Ishikawa (石川 ほのか) Ingesproken door: Ayahi Takagaki
Honoka is een eerstejaarsleerling die komt om haar grootmoeder te bezoeken tijdens de zomervakantie en wordt vrienden met Renge. Ze verschijnt ook in een ander werk van Atto, Toko-toko.